# Comitato di Szilágy
Il comitato di Szilágy (in ungherese Szilágy vármegye, in romeno Comitatul Sălaj) è stato un antico comitato del Regno d'Ungheria, situato nell'attuale Romania nordoccidentale. Capoluogo del comitato era Zilah, oggi nota col nome romeno di Zalău.
Il comitato di Szilágy confinava con gli altri comitati di Bihar, Szatmár, Szolnok-Doboka e Kolozs.

## Storia
La creazione del comitato di Szilágy risale al 1876, anno in cui vennero fusi i comitati di Kraszna e Közép-Szolnok. Il comitato rimase ungherese finché il Trattato del Trianon (1920) non lo assegnò alla Romania.
Assieme ad una parte della Transilvania il comitato fu tuttavia riannesso e ricostituito dall'Ungheria durante la seconda guerra mondiale (nel 1940), per poi essere reso alla fine del conflitto.
La maggior parte del comitato fa oggi parte del distretto romeno di Sălaj, fatta eccezione per le parti nordoccidentale (appartenente al distretto di Satu Mare) e nordorientale (distretto di Maramureș).